# Pholcus malpaisensis
Pholcus malpaisensis är en spindelart som beskrevs av Jörg Wunderlich 1992. Pholcus malpaisensis ingår i släktet Pholcus och familjen dallerspindlar.
Artens utbredningsområde är Kanarieöarna. Inga underarter finns listade i Catalogue of Life.